# Shake It Up: Break It Down
Shake It Up: Break It Down (en Hispanoamérica, A todo ritmo: Break it down y en España como Shake It Up: Dance, Dance) es la banda sonora de la serie televisiva Shake It Up, de Disney Channel. Fue lanzada el 12 de julio de 2011 en Estados Unidos en un combo de dos discos CD+DVD, en cuyo DVD se mostraba los pasos de baile. Llegó a alcanzar el #22 en el Billboard 200 y el número uno en el Billboard Top Soundtracks. En los demás lugares, ha alcanzado el #65 en México.

## Sencillos promocionales
"Shake It Up" fue interpretada por Selena Gomez y lanzada como primer sencillo promocional de la banda sonora. Alcanzó el #9 en la lista Billboard Bubbling Under Hot 100 Singles de los Estados Unidos y sirvió también como tema principal de la serie. "Watch Me", interpretada por Bella Thorne y Zendaya, fue lanzada como segundo sencillo promocional y alcanzó el #86 en el Billboard Hot 100.

## Lista de canciones
| N.º | Título                                           | Escritor(es)                                                            | Producido por            | Duración |  |
| 1.  | «Shake It Up» (Selena Gomez)                     | Jeannie Lurie, Aris Archonitis, Chen Neeman                             | Lurie, Archontis, Neeman | 3:00     |  |
| 2.  | «Breakout» (Margaret Durante)                    | Ben Charles, Aaron Harmon, Jim Wes                                      | Charles, Harmon, Wes     | 2:59     |  |
| 3.  | «Not Too Young» (Chris Trousdale y Nevermind)    | Antonina Armato, Tim James, Thomas Sturges, Nevermind                   | Rock Mafia               | 2:55     |  |
| 4.  | «School's Out» (Kyra Christiaan)                 | Charles, Harmon, Wes                                                    | Charles, Harmon, Wes     | 2:34     |  |
| 5.  | «Watch Me» (Margaret Durante)                    | Charles, Harmon, Wes                                                    | Charles, Harmon, Wes     | 2:55     |  |
| 6.  | «All the Way Up» (Alana de Fonseca)              | Ali Dee Theodore, Sarai Howard, Fonseca, Jason Gleed                    | Ali Dee                  | 3:30     |  |
| 7.  | «We Right Here» (Drew Ryan Scott)                | Dapo Torimiro, Scott                                                    | Torimiro                 | 3:11     |  |
| 8.  | «Dance for Life» (Adam Hicks y Drew Seeley)      | Lambert Waldrip, Hicks, Justin Mobley, Anna Vasilenko, Tocarra Phillips | Stereo                   | 2:55     |  |
| 9.  | «Twist My Hips» (Tim James y Nevermind)          | Armato, James, Sturges, Nevermind                                       | Rock Mafia               | 2:56     |  |
| 10. | «Roll the Dice» (Marlene Strand)                 | Niclas Molinder, Joacim Persson, Johan Alkenas, Geraldo Sandell         | Twin, Alkenas            | 2:59     |  |
| 11. | «Just Wanna Dance» (Geraldo Sandell y Riky Luna) | Molinder, Persson, Jonas Thander, Charlie Mason, Luna                   | Twin, Alkenas            | 3:06     |  |
| 12. | «Our Generation» (Sibel Redzep)                  | Molinder, Persson, Alkenas, Scott                                       | Twin, Alkenas            | 4:15     |  |
| 13. | «All Electric» (Anna Margaret y Nevermind)       | Armato, James, Sturges, Nevermind                                       | Rock Mafia               | 3:09     |  |
| 14. | «Watch Me» (Bella Thorne y Zendaya)              | Charles, Harmon, Wes                                                    | Charles, Harmon, Wes     | 2:55     |  |

| iTunes Bonus Track |                              |                                                 |          |  |
| N.º                | Título                       | Escritor(es)                                    | Duración |  |
| 15.                | «Bling Bling» (Windy Wagner) | Joleen Belle, Windy Wagner, Michael Smidi Smith | 2:36     |  |

| Amazon Bonus Track |                              |                                             |                          |          |  |
| N.º                | Título                       | Escritor(es)                                | Producido por            | Duración |  |
| 15.                | «It's Alive» (Nayana Holley) | Jeannie Lurie, Aris Archonitis, Chen Neeman | Lurie, Archontis, Neeman | 3:21     |  |

### Listado del DVD
| N.º | Título                                      | Duración |  |
| 1.  | «DVD Menu» (Shake It Up: Break It Down)     | 0:31     |  |
| 2.  | «Introduction» (Shake It Up: Break It Down) | 0:40     |  |
| 3.  | «School's Out»                              | 10:14    |  |
| 4.  | «Watch Me»                                  | 11:40    |  |
| 5.  | «Breakout»                                  | 10:50    |  |
| 6.  | «Not Too Young»                             | 11:40    |  |
| 7.  | «Shake It Up»                               | 11:46    |  |
| 8.  | «End Credits»                               | 0:33     |  |

## Charts
| Tabla (2011)             | Máxima posición |
| ------------------------ | --------------- |
| Mexican Albums Chart     | 65              |
| Billboad 200             | 22              |
| Billboard Top Soundtrack | 1               |